# Casimiro Corral
Casimiro Corral (La Paz, Bolivia; 3 de febrero de 1830 - La Paz, Bolivia; 18 de julio de 1895) fue un abogado, diplomático, escritor y político boliviano que ocupó el alto cargo de Ministro de Relaciones Exteriores y Gobierno de Bolivia desde el 25 de enero de 1871 hasta el 27 de enero de 1873 durante los gobiernos de los presidentes Agustín Morales Hernández y Tomás Frías Ametller además de haber sido previamente el  Embajador de Bolivia en Ecuador desde 1868 hasta 1869. Cabe mencionar que durante toda su vida, Corral se había caracterizado por ser un demócrata liberal pero de origen popular que nunca dejó de estar en contacto con los artesanos, de los que se convirtió en su principal líder y caudillo, teniendo también directa participación en las organizaciones obreras de la época y exponiendo a la vez algunas ideas radicales para su tiempo.

## Biografía
Casimiro Corral nació en la ciudad de La Paz el 3 de febrero de 1830. Creció dentro de una familia paceña de origen humilde y de escasos recursos económicos que se dedicaba al comercio de las velas. Con sus propios esfuerzos, Corral logró educarse y salir bachiller en 1848 e ingresar a estudiar la carrera de derecho en la Universidad Mayor de San Andrés, graduándose como abogado de profesión el año 1859 y registrándose en el foro paceño de jurisconsultos el año 1866.
Desde su juventud, Casimiro Corral se convirtió en uno de los fieles seguidores de José María Linares, pues en 1855 llegó a formar parte del "Partido Linarista" (denominado también como "Partido Septembrista" o "Partido Rojo"). Se inició en la vida pública del país en el año 1857 cuando ingresa a trabajar como Secretario de la Prefectura de La Paz. El 9 de septiembre de ese mismo año, su partido subió al poder luego de haber derrocado mediante un golpe de Estado al presidente de ese entonces Jorge Córdova.
Ya durante el gobierno de José María Linares, Corral se desempeñó en el cargo de Secretario del Consejo de Estado. Pero tiempo después, el 14 de enero de 1861, el presidente Linares sería también derrocado mediante otro golpe de Estado, pero esta vez llevado a cabo por su propio ministro de Guerra José María Achá. Ante esta situación, Casimiro Corral decidió convertirse en un acérrimo enemigo de todos aquellos personajes y autores que participaron en el derrocamiento de Linares.

### Conspiración contra Achá y Combate de San Juan

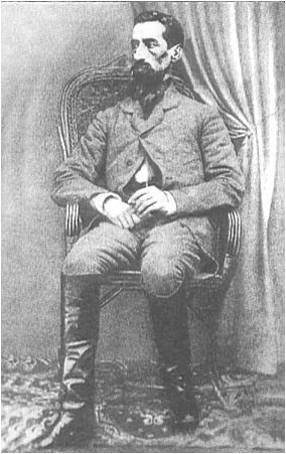
Fotografía del año 1875 del abogado Casimiro Corral a sus 45 años de edad.

En 1862 se realizaron elecciones presidenciales en Bolivia, donde José María Achá salió ganador y en segundo lugar quedó el general de ejército Gregorio Pérez quién rechazó aceptar su derrota y acusó al gobierno de fraude electoral. El 16 de agosto de ese año, Pérez realiza un levantamiento militar contra el presidente Achá. Aprovechando esta situación, Casimiro Corral decide aliarse a la rebelión de Pérez con el objetivo de derrocar al gobierno de José María Achá. Sin embargo, las tropas gubernamentales derrotaron a los revoltosos en la localidad de San Juan (a 16 kilómetros de la ciudad de Oruro). Después de la derrota, Casimiro Corral fue proscrito y exiliado al Perú. Aunque poco tiempo después, volvería al país para seguir conspirado, pero esta vez el gobierno lo confinaría a Casimiro a la localidad de Sorata.

### Alianza con el gobierno de Melgarejo
El 28 de diciembre de 1864, el general Mariano Melgarejo sube a la presidencia después de haber dado un golpe de Estado al presidente José María de Achá. Al principio, Casimiro Corral apoyó la asunción de Melgarejo al poder y en agradecimiento éste lo nombró Vocal de la Corte Superior de Justicia de La Paz. Pero poco tiempo después y viendo que el "Gobierno Melgarejista" empezaba a convertirse en una dictadura despótica y arbitraria, Corral le retiró su apoyo y comenzó a criticarlo. Pero el tenebroso y temible Melgarejo todavía tenía cierta simpatía hacía Corral y le ofreció el alto cargo diplomático de Embajador de Bolivia en Ecuador concurrente también ante Venezuela y Colombia a mediados del año 1868. Casimiro decidió aceptar el puesto pero estuvo por muy corto tiempo, pues una vez estando ya en la ciudad de Quito, Corral se arrepintió de haber aceptado la fabulosa oferta de Melgarejo y decidió abandonar su cargo diplomático.

### Participación en la caída de Melgarejo
En 1869, Casimiro Corral ingresó clandestinamente al Perú y desde ese país comenzó a conspirar contra Melgarejo, empezando a tomar contactos secretos con el general Agustín Morales Hernández, quien ya planificaba el derrocamiento del gobierno melgarejista.